# Polystichum lilianiae
Polystichum lilianiae là một loài dương xỉ trong họ Dryopteridaceae. Loài này được Barrington mô tả khoa học đầu tiên năm 2003.
Danh pháp khoa học của loài này chưa được làm sáng tỏ. 